# Анн Девріє
Анн Девріє (нар. 27 лютого 1970) — колишня бельгійська тенісистка.
Найвищу одиночну позицію світового рейтингу — 77 місце досягла 7 листопада 1988, парну — 93 місце — 10 червня 1991 року.
Здобула 1 одиночний та 3 парні титули туру ITF.
Найвищим досягненням на турнірах Великого шолома було 3 коло в одиночному розряді.

## Фінали турнірів WTA

### Парний розряд: 1 (1 поразка)
| Результат | W–L | Дата     | Турнір                | Рівень  | Покриття | Партнерка      | Суперниці                        | Рахунок       |
| --------- | --- | -------- | --------------------- | ------- | -------- | -------------- | -------------------------------- | ------------- |
| Поразка   | 0–1 | Тра 1993 | Belgian Open, Бельгія | Tier IV | Ґрунт    | Домінік Монамі | Радка Бобкова Марія Хосе Гайдано | 4–6, 6–2, 6–7 |

## Фінали ITF
| турніри $50,000 |
| турніри $25,000 |
| турніри $10,000 |

### Одиночний розряд: 4 (1–3)
| Результат | Ранг | Дата           | Турнір                    | Покриття | Суперниця           | Рахунок       |
| --------- | ---- | -------------- | ------------------------- | -------- | ------------------- | ------------- |
| Перемога  | 1.   | 20 жовтня 1986 | ITF Саґа, Японія          | Трава    | Янь Сунь            | 6–1, 6–4      |
| Поразка   | 2.   | 24 червня 1991 | ITF Кальтаджіроне, Італія | Ґрунт    | Сільвія Фаріна-Елія | 5–7, 3–6      |
| Поразка   | 3.   | 3 лютого 1992  | ITF Джакарта, Індонезія   | Ґрунт    | Іріна Спирля        | 3–6, 2–6      |
| Поразка   | 4.   | 26 жовтня 1992 | ITF Джакарта, Індонезія   | Ґрунт    | Дженніфер Сентрок   | 6–2, 4–6, 6–7 |

### Парний розряд: 3 (3–0)
| Результат | Ранг | Дата            | Турнір                               | Покриття  | Партнерка        | Суперниці                            | Рахунок       |
| --------- | ---- | --------------- | ------------------------------------ | --------- | ---------------- | ------------------------------------ | ------------- |
| Перемога  | 1.   | 26 березня 1990 | ITF Лімож, Франція                   | Килим (i) | Івона Кучиньська | Катрін Танв'є Сандрін Тестю          | 6–3, 3–6, 6–4 |
| Перемога  | 2.   | 28 вересня 1992 | ITF Санта-Марія-Капуа-Ветере, Італія | Ґрунт     | Іріна Спирля     | Джиневра Муньяїні Андрея Ехрітт-Ванк | 6–0, 6–0      |
| Перемога  | 3.   | 6 червня 1994   | ITF Елваш, Португалія                | Тверде    | Софія Празеріс   | Дезіре Лойпольд Ханет Соуто          | 6–2, 4–6, 7–5 |